# Lewis Stuyvesant Chanler

L.S. Chanler

Lewis Stuyvesant Chanler (* 24. September 1869 in Newport, Rhode Island; † 28. Februar 1942 in New York City) war ein US-amerikanischer Politiker (Demokratische Partei).

## Werdegang
Lewis Stuyvesant Chanler graduierte 1891 als Bachelor of Laws an der Columbia University. Dann ging er ab 1894 auf die University of Cambridge. Danach praktizierte er als Rechtsanwalt in New York.
Chanler wurde 1906 zum Vizegouverneur des Staates New York gewählt. Dabei besiegte er den Amtsinhaber Matthew Linn Bruce, obwohl sein Running Mate William Randolph Hearst gegenüber dem Republikaner Charles Evans Hughes eine Niederlage erlitt. Chanler kandidierte 1908 erfolglos als Gouverneur von New York. Dabei verspottete Hearst ihn in einer Reihe von Karikaturen.
Chanler war zwischen 1910 und 1912 Mitglied der New York State Assembly. Franklin D. Roosevelt hatte anfangs daran gedacht, für den Sitz in der Assembly anzutreten, jedoch weigerte sich Chanler abzutreten. Daraufhin kandidierte Roosevelt für den Senat von New York. Während dieser Zeit lebte Chanler in Barrytown. Um 1920 ließen sich Chanler und seine erste Ehefrau scheiden. Im folgenden Jahr heiratete er Julia Benkard, eine kürzlich Geschiedene mit zwei eigenen Töchtern. Die Familie kaufte ein neues Heim an der 132 East 65th Street in New York City. Dieses Haus wurde später als Caravan House bekannt.
Julia kam 1925 das erste Mal mit Bahai in Berührung und trat kurze Zeit später der Religionsgemeinschaft bei. In der nachfolgenden Zeit wurde sie und ihr Ehemann enge Freunde von Mirza Ahmad Sohrab. Sie gründeten 1929 zusammen die New History Society um die Lehren des Bahai zu verbreiten. Etliche Arbeiten wurden durch die Society sowohl vor, während als auch nach den Vorkommnissen veröffentlicht, welche 1939 zu ihrem Ausschluss aus der Bahai-Gemeinde durch Shoghi Effendi führten. Sohrab unterrichtete Klassen in Bahai, bis die lokale New York Administration darlegte, dass die Klassen unter ihre Zuständigkeit fielen. Die Gruppe lehnte sich dagegen auf und wurde daraufhin aus der Bewegung ausgestoßen. Während dieser Zeit schufen sie die Caravan of East and West, welche als eine Bildungsorganisation gedacht war, die Angehörigen für die Mitgliedschaft in Bahai vorzubereiten. Sie fuhren fort und weiteten ihre Arbeit in New York City aus. Nach dem Tod von Sohrab und Julie schien die Society zu verschwinden, allerdings bestand die Caravan fort und existiert noch heute als eine non-profit Unternehmung mit der gleichen Adresse.
Chanler verstarb 1942 in New York City. Der Nachruf erschien am 4. März in der New York Times. Sein Begräbnis wurde von Rev. C.A.W. Brocklebank an der St Mark's-in-the-Bouwerie geleitet. Nach der Bibellesung las Mirza Ahmad Sohrab aus "the service for the departed" aus der Bahai-Religion. Chanler wurde auf dem St Paul's Churchyard in Glen Cove (Long Island) beigesetzt.

## Familie
Lewis Chanler war der Sohn von John Winthrop Chanler und Margaret Astor Ward. Er war zweimal verheiratet. Seine erste Ehe ging er 1890 mit Alice Chamberlain (1868–1955) ein, von der er sich später scheiden ließ. Danach heiratete er 1921 Julie (Olin) Benkard (1882–1961). Aus den beiden Verbindungen gingen drei gemeinsame Kinder hervor:
1. Lewis Stuyvesant Chanler Jr. (1891–1963) - Er war zweimal verheiratet, die erste Ehe ging er um 1920 mit Leslie Murray ein und die zweite nach 1940 mit Mary Kroehle
  1. Susan Chanler (1921–1996) - Sie war mit Clifford E. Herrick, Jr. (1916–1978) verheiratet
  2. Bronson Winthrop Chanler (1922–2009) - Er war mit Evelyn Williams Rogers (* 1931) verheiratet
  3. Clare Chanler (1927–1992) - Sie war mit Bayard Forster (1924–2001) verheiratet
  4. Rosanna Chanler (* 1930) - Sie ist mit Montgomery Harris verheiratet
2. Alida Chanler (1894–1983) - Sie war mit William Christian Bohn verheiratet
3. William Chamberlain Chanler (1895–1981) - Er war mit Frances Randall Williams verheiratet